# Gino Cerrito
Biagio Cerrito, detto Gino (Messina, 11 febbraio 1922 – Firenze, 4 settembre 1982), è stato uno storico italiano. È stato uno dei maggiori studiosi della storia dell'anarchismo e del movimento operaio e socialista in Italia

## Biografia

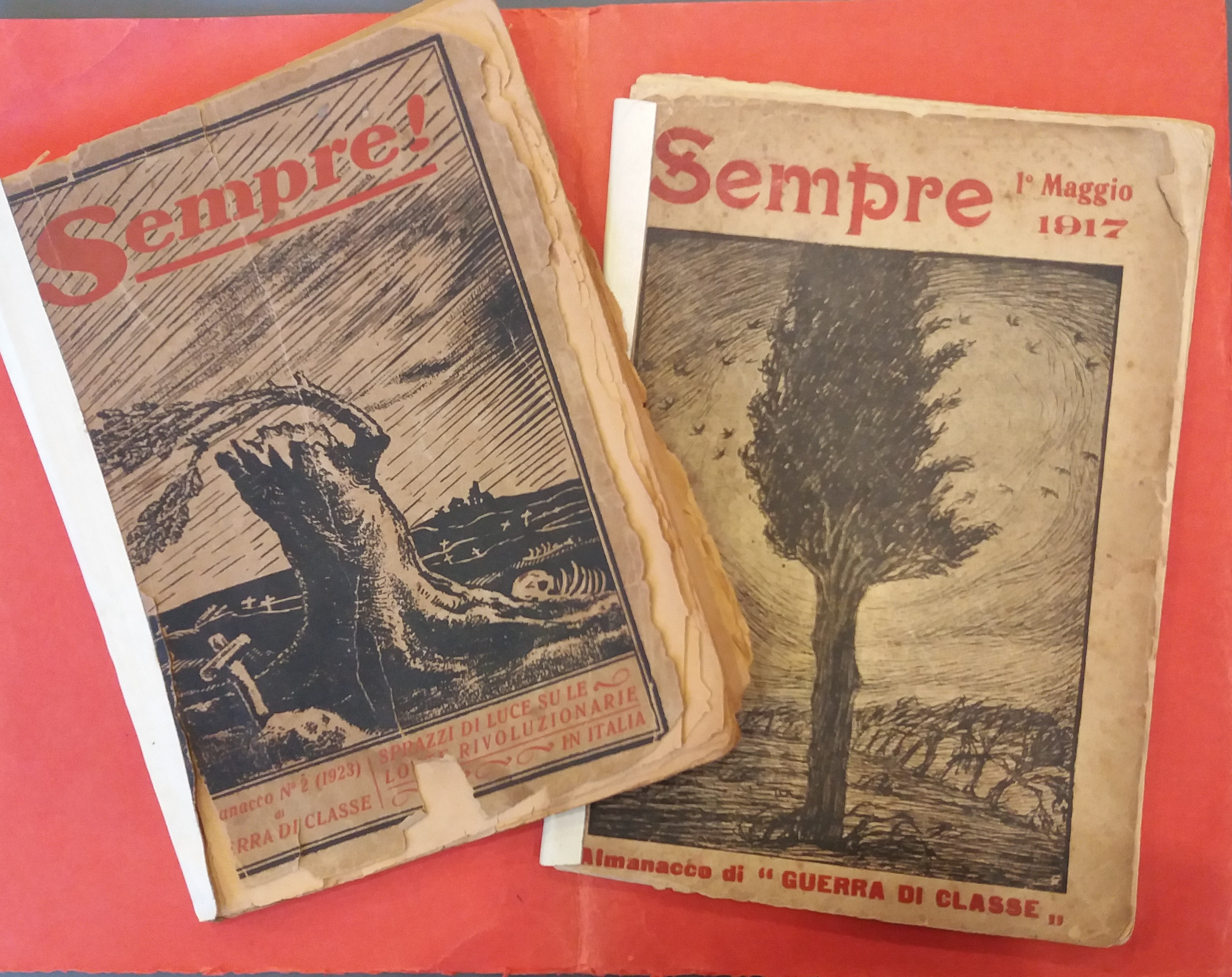
La rivista "Sempre" conservata nella serie Periodici dell'archivio Cerrito

All'inizio del 1943 partecipa alla Resistenza antifascista insieme a Piero Butitta e Michela Bicchieri. Creatore del Gruppo anarchico di Messina, contribuisce allo sviluppo del nuovo movimento anarchico e di quello sindacalista, militando nella Confederazione Generale del Lavoro.

### Formazione e attività accademica
Laureatosi in Storia nel 1951 con una tesi intitolata Radicalismo e socialismo in Sicilia (1860-1882), dall'anno seguente affianca Giorgio Spini in qualità di assistente alla cattedra di Storia moderna della facoltà di Magistero dell'Università di Messina. Nel 1959, presso la medesima facoltà, ottiene anche l'insegnamento del corso di Storia dei trattati e dal 1962 quello di Storia moderna presso la facoltà di Scienze politiche. Nello stesso anno si trasferisce a Firenze, presso la cui università ottiene l'incarico di Storia contemporanea nella facoltà di Magistero. Nel 1969 gli viene finalmente assegnato l'incarico di professore aggregato e quindi ordinario di Storia contemporanea al magistero fiorentino.

### Attività politica
Negli anni '60, insieme ad Alfonso Failla, Ugo Mazzucchelli, Mario Mantovani e Umberto Marzocchi contribuisce al rilancio della FAI, fondata nel 1945, partecipando in particolare al Congresso di Carrara del 1965 (31 ottobre-4 novembre) che però vedrà una prima importante scissione interna al gruppo e la conseguente nascita dei Gruppi di iniziativa anarchica (GIA).
Egli stesso si è anche occupato di strutturare con sistematicità e metodo scientifico tutto il materiale prodotto relativo agli studi di storia sociale e dei movimenti politici italiani e stranieri (compresi quelli anarchici), nonché la documentazione sul sindacalismo anarchico e rivoluzionario, l'antimilitarismo e la rivoluzione spagnola (su cui aveva compilato circa 800 schede di antifascisti anarchici presenti nelle file repubblicane della Colonna Italiana).
Muore a Firenze il 4 settembre 1982.

## Archivio e Biblioteca

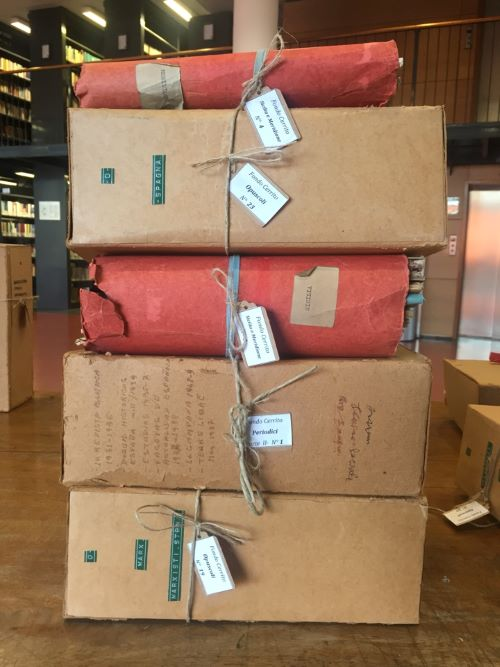
Alcuni dei faldoni originari dell'archivio Cerrito

La Biblioteca di Scienze sociali dell'Università degli studi di Firenze conserva il Fondo Gino Cerrito comprendente una raccolta libraria (1612 monografie, 409 opuscoli) e un archivio. Entrambi testimoniano l'interesse dello studioso per l'anarchismo, nella sua evoluzione storica sia italiana che internazionale, e per la storia del movimento operaio. L'archivio contiene opuscoli, periodici e documentazione molto rara come bollettini e manifesti. Questa parte di materiale "grigio" insieme ai fondi della Biblioteca Franco Serantini, con sede a Pisa che ad oggi rappresenta il maggior centro di documentazione per la storia dei movimenti sociali e dell'anarchismo in Italia, forniranno un grande contributo per la ricerca sul movimento anarchico e sulla lotta di classe nel Novecento. Un altro fondo Cerrito è depositato, per volontà dell'autore, presso l'Istituto Storico Toscano della Resistenza e dell'Età contemporanea.
Per un primo approccio all'archivio e alle sue tematiche, si veda il video realizzato dalla Biblioteca di scienze sociali e dal Laboratorio multimediale dell'Università di Firenze

## Opere
- Gino Cerrito, Radicalismo e socialismo in Sicilia 1860-1882, Messina Firenze, D'Anna, 1958.
- Gino Cerrito, I periodici di Messina. Bibliografia e storia, Milano, Feltrinelli, 1961.
- Gino Cerrito, L'antimilitarismo anarchico nel primo ventennio del secolo, Pistoia, RL, 1968.
- Gino Cerrito, Il movimento anarchico internazionale nella sua struttura attuale.Lineamenti storici e bibliografia essenziale in Anarchici e anarchia nel mondo contemporaneo. Atti del Convegno organizzato dalla Fondazione Luigi Einaudi (Torino, 5-6-7 dicembre 1969), Torino, Fondazione Luigi Einaudi, 1971.
- Gino Cerrito, Il ruolo dell'organizzazione anarchica, Pistoia, RL, 1973.
- Gino Cerrito, Dall'insurrezionalismo alla settimana rossa. Per una storia dell'anarchismo in Italia, 1881-1914, Firenze, Crescita politica, 1977.
- Gino Cerrito, Andrea Costa nel socialismo italiano, Roma, Euroma, 1982.
- Gino Cerrito, Gli anarchici nella Resistenza apuana, Lucca, Pacini Fazzi, 1984.